# Philippe Palazzi
Pour les articles homonymes, voir Palazzi.
Philippe Palazzi, né le 9 juin 1971 à Aix-en-Provence, est un dirigeant d'entreprise français.
Après une grande partie de sa carrière chez Metro, il est directeur général du groupe Casino depuis le 28 mars 2024.

## Biographie

### Études
Il est diplômé d'un Executive MBA d'HEC Paris et de la London Business School.
Il entre dans le monde de la distribution à l’âge de 17 ans et fait ses premiers pas chez Euromarché après un BTS action commerciale.

### Carrière

#### Metro
Il commence sa carrière dans les années 1990 chez Metro comme employé saisonnier, puis chef du rayon fruits et légumes dans le magasin de Villeneuve-la-Garenne.
Il entame ensuite un parcours international de plus de 15 ans qui le conduit en Grèce, en Hongrie et en Italie où il prend la direction générale de Metro Italia.
En 2015, il rejoint le siège mondial du groupe, à Düsseldorf. Il occupe plusieurs postes stratégiques au niveau du groupe, avant d’en devenir, en 2018, le Chief Operating Officer.
En parallèle, il prend la présidence de Metro France de janvier 2016 à avril 2020 ainsi que celle de Pro à Pro.

#### Lactalis
En juin 2020, Philippe Palazzi devient directeur général du groupe Lactalis où il engage la refonte de l’organisation du groupe pour l’Europe. Il construit et déploie la feuille de route RSE et renforce les relations avec le monde agricole. Il quitte l’entreprise en juin 2022.

#### Groupe Casino
En juin 2023, il accompagne le trio de repreneurs composé de Daniel Křetínský, Marc Ladreit de Lacharrière et le fonds d’investissement britannique Attestor dans leur projet de reprise du groupe Casino. Il est désigné par l’avocat et homme d’affaires pour en prendre la direction et redresser le groupe Casino.
Le 28 mars 2024, il est nommé et prend officiellement la direction générale du groupe Casino,.

### Vie personnelle
D’origine corse, Philippe Palazzi est le fils de fonctionnaires administratifs à l’Éducation nationale. Il est supporter du SC Bastia.
Il est père de quatre filles et a fait son service militaire chez les marins-pompiers à Marseille,.